# I'm Afraid of Americans
I'm Afraid of Americans è un singolo di David Bowie estratto dall'album Earthling nel 1997. La canzone, scritta da Bowie e da Brian Eno, fu originariamente realizzata durante le sessioni in studio di Bowie per l'album del 1995 1.Outside ma non fu pubblicata fino al rough mix apparso nella colonna sonora del film Showgirls. Il brano fu infine edito nuovamente per l'inclusione in Earthling.

## Il brano
Bowie spiegò in questo modo il significato del brano, il cui titolo tradotto in italiano significa letteralmente "Ho paura degli americani":
(David Bowie)

## Videoclip
Per la versione I'm Afraid of Americans (V1) fu prodotto un videoclip influenzato dal film Taxi Driver, interpretato da David Bowie e dal frontman dei Nine Inch Nails Trent Reznor. Diretto da Dom and Nic, mostra Bowie inseguito per le strade di New York da Jonny, un aggressivo americano interpretato da Reznor. Durante l'inseguimento Bowie diventa sempre più paranoico ed è testimone (o immagina di essere testimone) di vari atti di violenza perpetrati dai cittadini, ma le loro mani sono vuote come in possesso di armi da fuoco invisibili. Il video termina con Bowie accovacciato dietro un taxi che Reznor distrugge con un fucile d'assalto immaginario. Bowie in seguito si sveglia, solo per assistere ad una processione in cui Reznor trasporta un crocifisso, che ricorda le celebrazioni del Giorno dei morti o il film Qualcosa di sinistro sta per accadere. Il video fu premiato da MTV Live e in seguito ottenne una nomination agli MTV Video Music Awards per il premio al miglior video maschile.

## Versioni live
Nel gennaio 1997, i Sonic Youth hanno cantato la canzone insieme a Bowie durante le celebrazioni del suo cinquantesimo compleanno a New York. Una versione registrata ai GQ Awards il 15 ottobre a New York fu pubblicata in LiveAndWell.com nel 2000. Un'altra versione registrata al BBC Radio Theatre di Londra il 27 giugno 2000 è stata pubblicata nel disco bonus seguito alla prima uscita di Bowie at the Beeb nel 2000. Una performance eseguita a Dublino fu invece registrata per il DVD A Reality Tour nel 2003.

## Pubblicazioni
Il rough mix di I'm Afraid of Americans apparve originariamente nella colonna sonora del film Showgirls (ma il coro canta "Io ho paura degli animali" invece di "Io ho paura degli americani") e fu in seguito realizzata di nuovo per l'album Earthling. Questa versione e due remix dei Nine Inch Nails nel 2004 furono incise sul disco bonus della Digibook Expanded Edition dell'album. Il brano è inoltre campionato per un remix di Patriotism dei Company Flow eseguito da El-P.
Un CD singolo di I'm Afraid of Americans fu pubblicato negli Stati Uniti, ma non contiene la versione album della canzone; al suo posto, contiene dei remix realizzati dai Nine Inch Nails e dall'artista drum and bass Photek. Il mix V1 divenne più popolare della versione originale, principalmente grazie all'apparizione del relativo video nel Greatest Hits Best of Bowie.

## Cover
- Lady Gaga ne ha eseguito una cover durante il residency show Lady Gaga: Enigma.

## Tracce singolo
CD/vinile Virgin / 8 38618 2 (US)
1. I'm Afraid of Americans (V1) – 5:31
2. I'm Afraid of Americans (V2) – 5:51
3. I'm Afraid of Americans (V3) – 6:18
  - Special guest: Ice Cube
4. I'm Afraid of Americans (V4) – 5:25
5. I'm Afraid of Americans (V5) – 5:38
6. I'm Afraid of Americans (V6) – 11:18

CD promo Virgin / DPRO-12749 (US)
1. I'm Afraid of Americans (V1 Edit) – 4:30
2. I'm Afraid of Americans (Original Edit) – 4:12
3. I'm Afraid of Americans (V3) – 6:06
4. I'm Afraid of Americans (V1 Clean Edit) – 4:30

Crediti
- Testo di David Bowie, musica di Bowie e Brian Eno
- Tutti i brani sono eseguiti dai Nine Inch Nails (Trent Reznor, Charlie Clouser, Keith Hillebrandt, Dave "Rave" Ogilvie, Danny Lohner), eccetto il V5, che è un remix di Photek